# Al diablo, con amor
 Al diablo, con amor  es una película española rodada en Asturias, estrenada en el año 1973 y dirigida por Gonzalo Suárez, con la participación de Ana Belén y música de Víctor Manuel.

## Argumento
Dos hombres y una mujer llegan a la Isla del Diablo en busca de respuestas a su pasado. Azotada por tempestades, los marineros allí confinados no pueden hacerse a la mar y se pasan el día borrachos en la taberna. La joven que les sirve solo tiene un deseo: abandonar ese lugar.